# Le Cornet acoustique
Le Cornet acoustique (The Hearing Trumpet) est un roman de la peintre et femme de lettres britannique Leonora Carrington écrit au Mexique. 

## Synopsis
La narratrice, Marian Leatherby, est âgée de 99 ans ou de 92 ans (selon les versions française ou anglaise…) et vit au Mexique chez son arrière-petit-fils, Galahad. Son occupation favorite consiste à tricoter des poils de chat. Sa meilleure amie, Carmella, est une autre vieille dame excentrique, inspirée de l'artiste espagnole Remedios Varo, exilée au Mexique et grande amie de l'auteur. Un jour, Carmella offre à Marian un cornet acoustique, grâce auquel elle découvre que Galahad veut l'envoyer dans un hospice pour personnes âgées.

## Histoire de la publication
Écrit dans les années 1940, il est confié à Henri Parisot qui le traduit et le publie chez Flammarion en 1974, avec une préface d'André Pieyre de Mandiargues. Ce n'est que trois ans plus tard qu'il est publié en langue originale chez Routledge. Le roman est réédité en format poche dans la collection GF en 1983.
Le roman est repris dans le deuxième tome des œuvres littéraires complètes de Leonora Carrington en 2022, puis réédité seul chez Gallimard dans la collection L'Imaginaire en 2024.

## Un roman surréaliste
L'ensemble du roman combine différentes techniques narratives (récit de rêves, récit dans le récit, comme la vie de l'abbesse Rosalinda…) et offre une vision originale grâce à son héroïne, qui se remémore son passé de surréaliste et se retrouve plongée dans des aventures délirantes,. 

## Accueil critique
Préfacé par Jacqueline Chénieux-Gendron, il est étudié par de nombreuses féministes américaines comme Susan Rubin Suleiman, et par l'universitaire britannique David Lodge (L'Art du roman).

## Éditions

### En français
- Leonora Carrington (trad. Henri Parisot, préf. André Pieyre de Mandiargues), Le Cornet acoustique, Paris, Flammarion, coll. « L'Âge d'or », 1974, 250 p..
- Leonora Carrington (préf. Jacqueline Chénieux-Gendron), Le Cornet acoustique, GF, 1983, 222 p. (ISBN 9782080703972).
- Leonora Carrington, L'Œuvre écrit : Récits, t. II, Lyon, éditions Fage, 2022, 432 p. (ISBN 9782849756911), p. 263-430.
- Leonora Carrington (trad. Henri Parisot, préf. Annie Le Brun), Le Cornet acoustique, Paris, Gallimard, coll. « L'Imaginaire », 2024, 240 p. (ISBN 978-2-07-3057778).

### En anglais
- (en) Leonora Carrington (ill. Pablo Weisz Carrington), The Hearing Trumpet, Routledge & Kegan Paul, 1977 (ISBN 9780710086372).
- (en) Leonora Carrington (préf. Helen Byatt), The Hearing Trumpet, Virago, coll. « Modern Classics », 1991, 158 p. (ISBN 978-1853813832).
- (en) Leonora Carrington (préf. Ali Smith), The Hearing Trumpet, Penguin Books, 2005 (ISBN 9780141187990).
- (en) Leonora Carrington (postface Olga Tokarczuk, ill. Pablo Weisz Carrington), The Hearing Trumpet, New York Review Books, 2020, 218 p. (ISBN 9781681374642).

## En espagnol
- Leonora Carrington (trad. Renato Rodríguez), La trompetilla acústica, Mexico, Fondo de Cultura Económica, coll. « Tezontle », 2017, 176 p. (ISBN 9786071649010).